# Пино-Торинезе
Пино-Торинезе (итал. Pino Torinese) — коммуна в Италии, располагается в регионе Пьемонт, в провинции Турин.
Население составляет 8595 человек (2008 г.), плотность населения составляет 405 чел./км². Занимает площадь 21 км². Почтовый индекс — 10025. Телефонный код — 011.
Покровителем населённого пункта считается святой Sant’Andrea Corsini.

## Демография
Динамика населения:

## Администрация коммуны
- Официальный сайт: http://www.comune.pinotorinese.to.it/ Архивная копия от 1 августа 2010 на Wayback Machine